# 三木内閣 (改造)
三木改造内閣（みきかいぞうないかく）は、三木武夫が第66代内閣総理大臣に任命され、1976年（昭和51年）9月15日から同年12月24日まで続いた日本の内閣。
前の三木内閣の改造内閣である。

## 概要
前の三木内閣から三木改造内閣への内閣改造は、この年の暮れに迫っていた衆議院の任期満了を睨み、衆議院の任期切れ前解散総選挙を企図する三木と、「三木おろし」と呼ばれる激しい倒閣運動を展開した反主流派の攻防の末、三木が解散断行を断念し、反主流派に妥協する形で行ったと言われる。
三木改造内閣の組閣において、自由民主党の党三役（幹事長、政調会長、総務会長）は、反主流派の中から「三木おろし」の本拠となった挙党体制確立協議会（挙党協）に属さない人物を閣僚に起用した。この結果、田中派からの起用が前田正男のみとなり、反田中色が鮮明になった。
この内閣で衆議院の任期満了選挙を戦うこととなり、自由民主党は議席減になった。いわゆる「大福密約」で福田赳夫が自民党新総裁に選出され、三木政権が退陣に追い込まれることとなった（福田赳夫内閣成立）。
各年度の防衛費を国民総生産（GNP）の1%枠に抑えることを閣議決定した。

## 内閣の顔ぶれ・人事
所属政党・出身

  自由民主党   民間・中央省庁

### 国務大臣
| 職名                                           | 氏名       | 氏名 | 出身等                                   | 特命事項等 | 備考                               |
| ---------------------------------------------- | ---------- | ---- | ---------------------------------------- | ---------- | ---------------------------------- |
| 内閣総理大臣                                   | 三木武夫   |      | 衆議院 自由民主党 （三木派）             |            | 自由民主党総裁 留任                |
| 副総理                                         | 福田赳夫   |      | 衆議院 自由民主党 （福田派）             |            | 留任 1976年（昭和51年）11月6日辞任 |
| 法務大臣                                       | 稲葉修     |      | 衆議院 自由民主党 （中曽根派）           |            | 留任                               |
| 外務大臣                                       | 小坂善太郎 |      | 衆議院 自由民主党 （大平派）             |            | 再入閣                             |
| 大蔵大臣                                       | 大平正芳   |      | 衆議院 自由民主党 （大平派）             |            | 留任                               |
| 文部大臣                                       | 永井道雄   |      | 民間                                     |            | 留任                               |
| 厚生大臣                                       | 早川崇     |      | 衆議院 自由民主党 （無派閥）             |            | 再入閣                             |
| 農林大臣                                       | 大石武一   |      | （衆議院→） 民間 自由民主党 （中曽根派） |            | 再入閣                             |
| 通商産業大臣                                   | 河本敏夫   |      | 衆議院 自由民主党 （三木派）             |            | 留任                               |
| 運輸大臣                                       | 石田博英   |      | 衆議院 自由民主党 （無派閥）             |            | 再入閣                             |
| 郵政大臣                                       | 福田篤泰   |      | 衆議院 自由民主党 （三木派）             |            | 再入閣                             |
| 労働大臣                                       | 浦野幸男   |      | 衆議院 自由民主党 （大平派）             |            | 初入閣                             |
| 建設大臣                                       | 中馬辰猪   |      | 衆議院 自由民主党 （福田派）             |            | 初入閣                             |
| 自治大臣 国家公安委員会委員長 北海道開発庁長官 | 天野公義   |      | （衆議院→） 民間 自由民主党 （大平派）   |            | 初入閣                             |
| 内閣官房長官                                   | 井出一太郎 |      | 衆議院 自由民主党 （三木派）             |            | 留任                               |
| 総理府総務庁長官 沖縄開発庁長官                | 西村尚治   |      | 参議院 自由民主党 （田中派）             |            | 初入閣                             |
| 行政管理庁長官                                 | 荒舩清十郎 |      | 衆議院 自由民主党 （椎名派）             |            | 再入閣                             |
| 国土庁長官                                     | 天野光晴   |      | 衆議院 自由民主党 （中曽根派）           |            | 初入閣                             |
| 防衛庁長官                                     | 坂田道太   |      | 衆議院 自由民主党 （無派閥）             |            | 留任                               |
| 経済企画庁長官                                 | 福田赳夫   |      | 衆議院 自由民主党 （福田派）             |            | 1976年（昭和51年）11月6日辞任      |
| 経済企画庁長官                                 | 野田卯一   |      | 衆議院 自由民主党 （福田派）             |            | 1976年（昭和51年）11月6日任        |
| 科学技術庁長官                                 | 前田正男   |      | （衆議院→） 民間 自由民主党 （田中派）   |            | 初入閣                             |
| 環境庁長官                                     | 丸茂重貞   |      | 参議院 自由民主党 （福田派）             |            | 初入閣                             |

### 内閣官房副長官・内閣法制局長官・総理府総務副長官
| 職名             | 氏名     | 出身等                       | 備考                                 |
| ---------------- | -------- | ---------------------------- | ------------------------------------ |
| 内閣官房副長官   | 鯨岡兵輔 | 衆議院／自由民主党（三木派） | 政務担当                             |
| 内閣官房副長官   | 梅本純正 | 官僚                         | 事務担当                             |
| 内閣法制局長官   | 真田秀夫 | 官僚                         |                                      |
| 総理府総務副長官 | 森喜朗   | 衆議院／自由民主党（福田派） | 政務担当 1976年（昭和51年）9月20日免 |
| 総理府総務副長官 | 橋口隆   | 衆議院／自由民主党（三木派） | 政務担当 1976年（昭和51年）9月20日任 |
| 総理府総務副長官 | 皆川迪夫 | 官僚                         | 事務担当 1976年（昭和51年）10月1日免 |
| 総理府総務副長官 | 秋山進   | 官僚                         | 事務担当 1976年（昭和51年）10月1日任 |

## 政務次官
前内閣の政務次官が1976年（昭和51年）9月20日に退任し、同日付で新たな政務次官を任命した。
- 法務政務次官 - 羽田野忠文
- 外務政務次官 - 小此木彦三郎
- 大蔵政務次官 - 高鳥修・斎藤十朗
- 文部政務次官 - 渡部恒三
- 厚生政務次官 - 中山正暉
- 農林政務次官 - 山崎平八郎・片山正英
- 通商産業政務次官 - 山下徳夫・河本嘉久蔵
- 運輸政務次官 - 阿部喜元
- 郵政政務次官 - 左藤恵
- 労働政務次官 - 斉藤滋与史
- 建設政務次官 – 梶山静六
- 自治政務次官 - 木村武千代
- 行政管理政務次官 - 増田盛
- 北海道開発政務次官 - 安田貴六
- 防衛政務次官 - 中村弘海
- 経済企画政務次官 - 西銘順治
- 科学技術政務次官 - 矢野登
- 環境政務次官 – 一龍齋貞鳳（今泉正二）
- 沖縄開発政務次官 - 國場幸昌
- 国土政務次官 - 江藤隆美